# Zakaria Hawsawi
Zakaria Hawsawi (Medina, 12 de enero de 2001) es un futbolista saudita que juega en la demarcación de lateral para el Al-Raed de la Liga Profesional Saudí.

## Selección nacional
Tras jugar en varias categorías inferiores de la selección, finalmente debutó con la selección de fútbol de Arabia Saudita el 6 de noviembre de 2022. Lo hizo en un partido amistoso contra Islandia que finalizó con un resultado de 0-1 a favor del combinado saudita tras un gol de Saud Abdulhamid.

## Clubes
| Club                   | País           | Año       | Partidos | Goles |
| ---------------------- | -------------- | --------- | -------- | ----- |
| Ohod Club              | Arabia Saudita | 2021-2023 | 36       | 0     |
| Al-Ittihad Jeddah Club | Arabia Saudita | 2023-2024 | 43       | 1     |
| Al-Raed                | Arabia Saudita | 2024-     | 11       | 0     |